# Bukovje (gmina Postojna)
Bukovje – wieś w Słowenii, w gminie Postojna. W 2018 roku liczyła 160 mieszkańców.